# Tatarofobia
La tatarofobia (in russo Татарофобия?, Tatarofobija) si riferisce alla paura, all'odio, alla demonizzazione o al pregiudizio contro i tatari, compresi, ma non solo, i tatari del Volga, della Siberia e di Crimea, anche se gli atteggiamenti negativi contro questi ultimi sono di gran lunga i più gravi, in gran parte a causa della lunga consuetudine dei media sovietici che li ritraggono solo in modo negativo e promuovono stereotipi negativi per giustificare politicamente la loro deportazione ed emarginazione.

## Tatarofobia verso i tatari del Volga
Storicamente i Tatari del Volga sono stati lodati come una "minoranza modello" in Russia e nell'Unione Sovietica e trattati molto meglio dei Tatari di Crimea. Tuttavia, i pregiudizi contro i tatari del Volga esistono e ci sono stati alcuni tentativi di de-tatarizzare il Tatarstan da parte dei nazionalisti russi. Dopo che Ėl'mira Abdrazakova è stata incoronata Miss Russia l'8 marzo 2013, è stata bombardata di insulti razziali.